# Giải thưởng Làn Sóng Xanh 2005

Giải thưởng Làn Sóng Xanh 2005 là giải thưởng âm nhạc được công bố vào ngày 12/12/2005. Trải qua 3 đêm biểu diễn chương trình đã nhận được nhiều quan tâm từ khán giả.

## 10 ca sĩ được yêu thích nhất
Không phân biệt thứ hạng.
| Tên ca sĩ      |
| -------------- |
| Cẩm Ly         |
| Duy Mạnh       |
| Đàm Vĩnh Hưng  |
| Đan Trường     |
| Đoan Trang     |
| Hồ Quỳnh Hương |
| Lam Trường     |
| Mỹ Tâm         |
| Phương Thanh   |
| Quang Dũng     |

## 10 nhạc sĩ có ca khúc được yêu thích nhất
Không phân biệt thứ hạng
| Tên nhạc sĩ               | Tên ca khúc            | Tên ca sĩ trình bày |
| ------------------------- | ---------------------- | ------------------- |
| Duy Mạnh                  | "Kiếp đỏ đen"          | Duy Mạnh            |
| Đức Trí                   | "Đêm nghe tiếng mưa"   | Hồ Ngọc Hà          |
| Hồ Hoài Anh               | "Dẫu có lỗi lầm"       | Hiền Thục           |
| Lê Quang                  | "Chuyện của tôi"       | Quang Dũng          |
| Minh Vy & Hồng Xương Long | "Chim trắng mồ côi"    | Đan Trường & Cẩm Ly |
| Thái Khang                | "Em sẽ là người ra đi" | Cẩm Ly              |
| Thái Thịnh                | "Không phải em"        | Đàm Vĩnh Hưng       |
| Trương Lê Sơn             | "Chén đắng"            | Đàm Vĩnh Hưng       |
| Tuấn Nghĩa                | "Hãy trả lời em"       | Lệ Quyên            |
| Tường Văn                 | "Rồi mai thức giấc"    | Mỹ Tâm              |

## Các giải thưởng khác
Hạng mục giải Cống hiến được đổi thành Gương mặt ca sĩ của năm / Gương mặt trong năm. Tiêu chí của hạng mục là ca sĩ không có scandal trong năm vừa qua. Dù cả Phương Thanh và Đàm Vĩnh Hưng vẫn có lùm xùm nhưng họ vẫn đạt giải. Chuyện con cái của Phương Thanh, còn Đàm Vĩnh Hưng lúc này đang lao đao vì ca khúc Phố đêm trong album Tình ca 50 bị ghi nhầm tên tác giả, thậm chí ca khúc này cũng bị cấm phát hành, vụ việc khiến album bị thủ hồi.
| Tên giải thưởng                                | Chủ nhân giải thưởng                                         | Chú thích |
| ---------------------------------------------- | ------------------------------------------------------------ | --------- |
| Ca sĩ triển vọng                               | • Đức Tuấn • Hồ Ngọc Hà                                      | [ 2 ]     |
| Ca sĩ hát thành công bài hát được yêu thích    | • Lệ Quyên ("Hãy trả lời em") • Hiền Thục ("Dẫu có lỗi lầm") | [ 2 ]     |
| Nhóm nhạc được yêu thích nhất                  | AC&M                                                         | [ 2 ]     |
| Gương mặt ca sĩ của năm                        | • Đàm Vĩnh Hưng • Phương Thanh                               | [ 2 ]     |
| Nhạc sĩ hòa âm được yêu thích nhất             | Anh Khoa                                                     | [ 2 ]     |
| Phòng thu có nhiều ca khúc được yêu thích nhất | Viết Tân Studio                                              | [ 2 ]     |